# Hommage à Apollinaire
Hommage à Apollinaire est un tableau réalisé par Marc Chagall en 1913. Cette huile sur toile est conservée au musée Van Abbe, à Eindhoven.

## Expositions
- Apollinaire, le regard du poète, musée de l'Orangerie, Paris, 2016 — n°150.